# Argumentum ad auditorem
Argumentum ad auditorem (łac. „argument odwołujący się do audytorium/słuchaczy”) – pozamerytoryczny sposób argumentowania, w którym dyskutant nie zwraca się bezpośrednio do oponenta, lecz do audytorium. Jednocześnie nie odpowiada racjonalnie na zarzuty stawiane przez rozmówcę, w sposób populistyczny odwołując się do gustów i upodobań słuchaczy. Pozyskanie audytorium ma na celu wywarcie presji na oponencie, który nie będzie miał śmiałości przeciwstawić się opiniom grona słuchaczy.

## Przykłady
- Chcąc zakwestionować zasadność teorii Darwina dyskutant zwraca się do audytorium z pytaniem: A kto z państwa pochodzi od małpy?
- Chcąc uzasadnić teorię Darwina dyskutant pyta audytorium Czy ktoś z Państwa chce przeczyć badaniom setek naukowców?
- Podczas dyskusji nad kwestią odpłatności studiów, dyskutant zadaje pytanie słuchaczom: A któż z państwa chciałby płacić za studia?
- Chcąc uzasadnić koncepcję obniżenia podatków, dyskutant pyta: A kto z państwa nie chciałby oddawać fiskusowi mniej?
- Chcąc uzasadnić konieczność wysokich podatków dyskutant mówi o zasiłkach dla bezrobotnych i pyta: A kto z państwa chciałby zostać bez środków do życia, jak straci pracę?